# Avner Abraham Cassvan
Avner Avraham Cassvan sau Abner Abraham Cassvan (n. 21 noiembrie 1830, Śniatyn, Regatul Galiției și Lodomeriei, Imperiul Austriac – d. 1898) (în ebraică:אברהם אבנר כתבן - în pronunția sefardă și modernă - Avner Avraham Katvan, în pronunția așkenază „Kasvan”) a fost un rabin român originar din Galiția, care a activat la Craiova, Brăila și Râmnicu Sărat, luptător pentru emanciparea evreilor din România, a fost delegat la Cobgresul sionist de la Focșani din anul 1881, membru al societății istorice Iuliu Baraș   

## Biografie
S-a născut în 1830 la Sneatîn sau Sniatin, in Galiția de est, pe atunci Regatul Galiției și Lodomeriei în Imperiul Austriac (azi în regiunea Ivanovo-Frankivsk din Ucraina). El era nepotul rabinului Itzhak Șor din "Gwasditz" (Hvizdeț), denumit „Koah Shor”. Mai întâi a fost rabin la Panciu, apoi a fost ales ca rabin la Craiova, în Țara Româneasca, în anii 1860-1864. Între 1864 -1874 a slujit ca rabin la Brăila, apoi președinte al tribunalului rabinic  (Av Beit Hadin) din Râmnicu Sărat, din 1874 și până în ultima zi a vieții. 
Înainte de a sosi la Brăila, comunitatea evreilor din oraș era divizată între cei favorabili reformelor și aculturației și cei conservatori și  tradiționaliști, în frunte cu rabinul Yakov (Yankel) Margulis. Evreii mai moderni au întemeiat propria lor obște, au construit Templul Coral din Brăila, și l-au invitat pe rabinul Cassvan să conducă cultul în obștea lor. În toată perioada cât a locuit și slujit la Brăila, nu s-a putut crea nici o legătură între el și rabinul Margulis.
Cassvan a făcut eforturi pentru a strânge donații pentru comunitățile religioase evreiești din Palestina, inclusiv pentru școlile talmudice de tip Kolel din orașul Tzfat ale evreilor originari din Moldova și Valahia.  
Pe deasupra, rabinul Cassvan era un membru activ al mișcării de orientare sionistă „Hibat Tzion” (Dragostea Sionului) din România și a participat la Congresul acesteia la Focșani în 1881, ca delegat al evreilor din Râmnicu Sărat. El a publicat articole literare și teologice în revistele evreiesti contemporane din România și străinătate, precum „Hamaghid”, „Hashahar”, „Haivrí”, „Havatzelet”, „Halevanon”, „Fraternitatea”. 
În anii 1880-1888 a publicat biografii ale rabinilor care au activat în România. A fost membru al Societății istorice „Iuliu Baraș” și a publicat dosumente istorice, între altele, despre mișcarea sabbetiana și cărți de response rabinice (Sheelot utshuvot) .
După moartea lui Sir Moses Montefiore în 1885 Cassvan a scris o broșură în amintirea acestuia - „Kuntres Evel Moshe”-  ale cărei vânzări le-a dedicat reașezării de evrei în Palestina.  
Rabinul Cassvan avea o cultură vastă, și pe lângă bagajul talmudic si biblic, poseda cunoștințe despre literatura greco-romană, germană și franceză, a citit cărti de Leibniz, Spinoza, Kant și Descartes. Împreună cu rabinul Itzhak Aizic Taubes a combătut aplicarea umilitoare a așa numitului Jurământ judaic in România.
A murit în anul 1898.

## Scrieri
- Kuntres Evel Moshe - necrolog la moartea lui Moses Montefiore
- a editat responsele rabinice ale bunicului său, Koah Shor
- responsele sale apar în cărțile rabinului Shlomo Kluger din Brodî, ale rabinului Yosef Shaul Nathanson din Lemberg (Liov) și ale altora